# Intervento militare internazionale in Libia del 2011
L'intervento militare internazionale in Libia del 2011 iniziò il 19 marzo ad opera d'alcuni Paesi aderenti all'Organizzazione delle Nazioni Unite autorizzati dalla risoluzione 1973 del Consiglio di sicurezza che, nel marzo dello stesso anno, aveva istituito una zona d'interdizione al volo sul Paese nordafricano ufficialmente per tutelare l'incolumità della popolazione civile dai combattimenti tra le forze lealiste a Muʿammar Gheddafi e le forze ribelli nell'ambito della prima guerra civile libica.
L'intervento fu inaugurato dalla Francia con un attacco aereo diretto contro le forze terrestri di Gheddafi attorno a Bengasi, attacco seguito, qualche ora più tardi, dal lancio di missili da crociera tipo "Tomahawk" da navi militari statunitensi e britanniche su obiettivi strategici in tutta la Libia.
Gli attacchi, inizialmente portati avanti autonomamente dai vari Paesi che intendevano far rispettare il divieto di sorvolo, furono unificati il 25 marzo sotto l'operazione Unified Protector a guida NATO. La coalizione, composta inizialmente da Belgio, Canada, Danimarca, Italia, Francia, Norvegia, Qatar, Spagna, Regno Unito e USA, s'espanse nel tempo fino a comprendere 19 stati, tutti impegnati nel blocco navale delle acque libiche o nel far rispettare la zona d'interdizione al volo. I combattimenti sul suolo libico tra il Consiglio nazionale di transizione e le forze di Gheddafi cessarono nell'ottobre 2011 in seguito alla morte del Ra'is. Conseguentemente, la NATO cessò ogni operazione il 31 ottobre.
I vari paesi hanno assegnato alle proprie missioni nomi differenti: Odyssey Dawn gli Stati Uniti d'America, la Danimarca, la Norvegia e l'Italia, Ellamy il Regno Unito, Mobile il Canada, Freedom Falcon il Belgio e Harmattan la Francia.

## Contesto

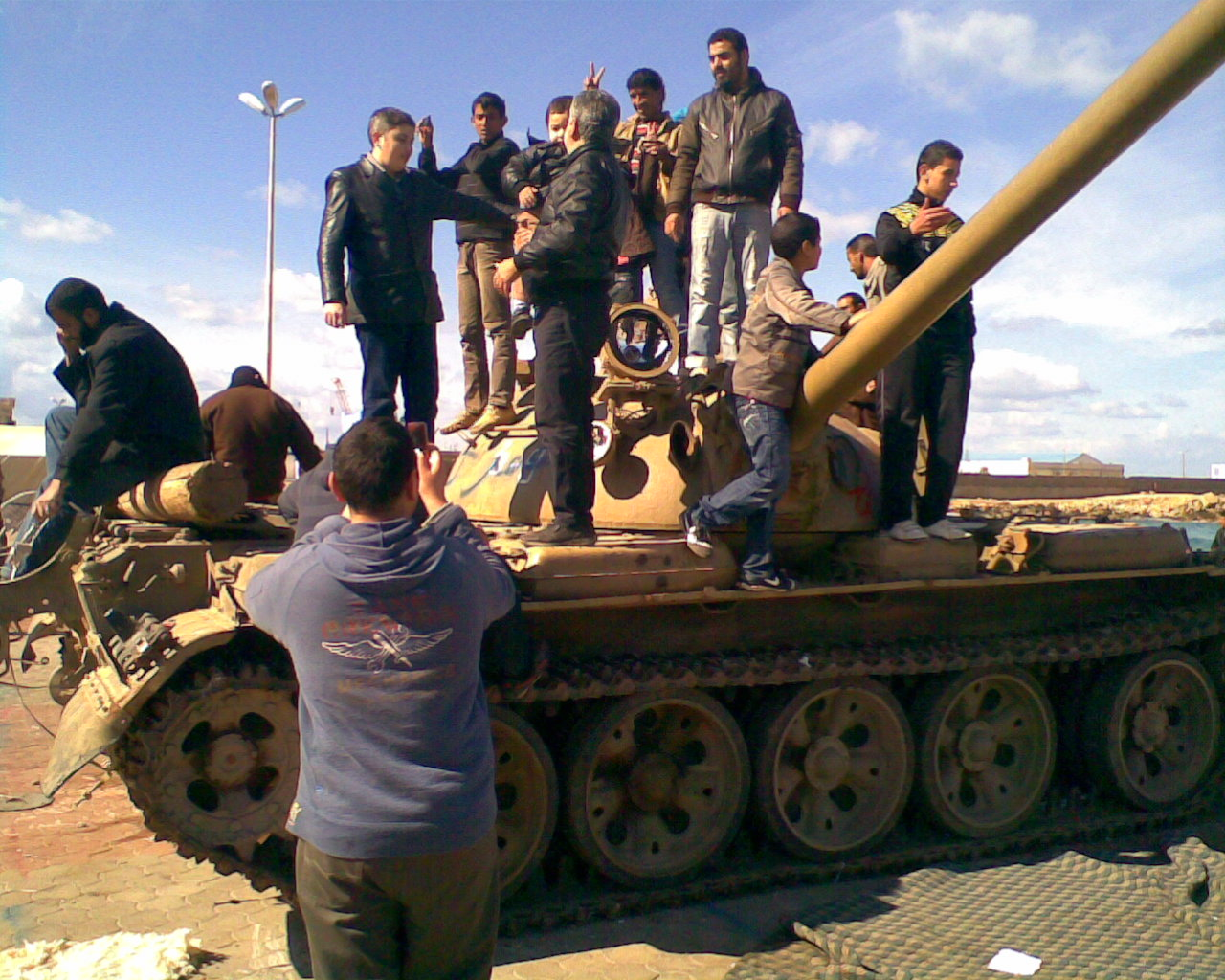
Gente festeggia la conquista di Bengasi da parte dei ribelli anti-Gheddafi su un carro armato strappato all'esercito regolare libico

Le sommosse popolari scoppiate in Libia furono un ampio moto di protesta che, a partire dall'est del Paese, coinvolse i maggiori centri abitati della Cirenaica, tra cui Bengasi, Beida e Derna. La repressione armata con cui rispose il governo libico tramutò le proteste in scontro aperto tra forze governative e manifestanti, i quali, anche grazie alla defezione di poliziotti e militari libici che disertarono e si rifiutarono di aprire il fuoco sui civili, si organizzarono in gruppi armati.
La rivolta esplose sull'onda di un moto di protesta generalizzato che coinvolse la Tunisia, l'Egitto e diversi altri Stati arabi. Parte della popolazione si schierò con i rivoluzionari, invocando la fine del regime quarantennale di Gheddafi.
La risposta violenta alla rivolta civile da parte di Gheddafi venne duramente condannata dalla comunità internazionale. Il regime del colonnello libico perse l'appoggio di alcuni dei suoi più importanti diplomatici libici in Europa e nel mondo, tra cui l'ambasciatore in Italia, gli ambasciatori a Parigi, Londra, Madrid e Berlino, e i diplomatici presso l'UNESCO e l'ONU.
L'UE e gli Stati Uniti procedettero all'attuazione di sanzioni economiche contro la Libia e contro gli interessi all'estero dello stesso Gheddafi e della sua famiglia.
Nel frattempo le marine di numerosi Stati si posizionavano nel Mediterraneo nell'eventualità di una risposta libica, studiando nel contempo piani d'intervento militare. Gli Stati Uniti in particolare predisposero la portaerei Enterprise con l'appoggio della marina italiana. Il ministro della difesa La Russa dichiarò la disponibilità all'utilizzo della Sicilia come base strategica per far rispettare l'embargo nel Mediterraneo.
Intanto il procuratore Luis Moreno-Ocampo della Corte penale internazionale in seguito al mandato contenuto nella risoluzione 1970 del Consiglio di sicurezza dell'ONU annunciò l'apertura di una inchiesta sui presunti crimini contro l'umanità in Libia. L'Interpol diffuse un'allerta internazionale a tutte le polizie mondiali per facilitare le operazioni della Corte penale internazionale e l'attuazione delle sanzioni ONU.
Il 9 marzo proseguì la pressione degli Stati Uniti sull'ONU per la decisione dell'attuazione del divieto di sorvolo sulla Libia. Il vicepresidente USA, Joe Biden, si recò in missione a Mosca per persuadere la Russia, contraria ad un attacco contro Gheddafi, a dare il consenso alla realizzazione della no-fly zone, primo passo informale verso l'apertura di un fronte di guerra a sostegno dei ribelli libici per spodestare Gheddafi.

## Intervento dell'Organizzazione delle Nazioni Unite

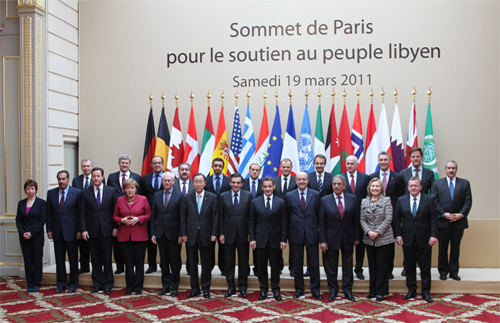
I capi di Stato riunitisi a Parigi il 18 marzo

Il 17 marzo il Consiglio di sicurezza dell'ONU discusse una seconda proposta di "no-fly zone" avanzata dalla Francia, già aperta sostenitrice dei ribelli, e dalla Lega araba.
Durante i lavori si tennero consultazioni tra le diplomazie e le rispettive dirigenze politiche: in Italia ebbe luogo una "consultazione informale di emergenza" che "si tenne in coincidenza con la celebrazione al Teatro dell'Opera dei 150 anni dell'Unità d'Italia".
La proposta avanzata venne approvata dal Consiglio di sicurezza a tarda sera di quello stesso giorno.
La risoluzione consentiva l'utilizzo "di ogni mezzo" per proteggere i civili ed imporre un cessate il fuoco, ma escluse la possibilità di un'occupazione militare terrestre. Il Regno Unito si dichiarò immediatamente pronto a mobilitare l'aeronautica entro poche ore, mentre il governo canadese già dal 2 marzo imbastì l'operazione Mobile (iniziata con lo scopo di evacuare i cittadini canadesi dalla Libia) ordinando la partenza della fregata Charlottetown (240 marinai assieme a un elicottero CH-124 Sea King) dal porto di Halifax in direzione del Mediterraneo di fronte alla Libia, dove giunse il 17 marzo. In aggiunta a queste unità (riunite nella Task Force Charlottetown) il Canada mobilitò sei CF-188 Hornet e un CC-150 Polaris, per un totale di circa 100 uomini raggruppati nella Task Force "Libeccio", dislocata a Trapani-Birgi.
Il 18 marzo presso il Palazzo dell'Eliseo di Parigi si riunirono per pianificare l'operazione militare 24 leader internazionali, tra i quali il presidente francese, il più attivo promotore dell'intervento, i premier francese, italiano, inglese, spagnolo, il segretario dell'ONU, il segretario di Stato americano e il ministro degli esteri degli Emirati Arabi Uniti.

## Operazioni militari

### Primo giorno: 19 marzo
Nel pomeriggio di sabato 19 marzo 2011, a seguito degli attacchi libici perpetrati in violazione al cessate il fuoco imposto dalla risoluzione ONU 1973, cominciarono le ricognizioni aeree dello spazio aereo libico da parte dei caccia Rafale, Mirage 2000-D e Mirage 2000-5 francesi supportati da un aereo AWACS anch'esso francese, che successivamente, alle 17:45 circa (ora locale), eseguirono un attacco contro le forze lealiste al regime di Gheddafi, colpendo quattro mezzi corazzati dell'esercito regolare impiegati nell'assedio di Bengasi (operazione Harmattan).

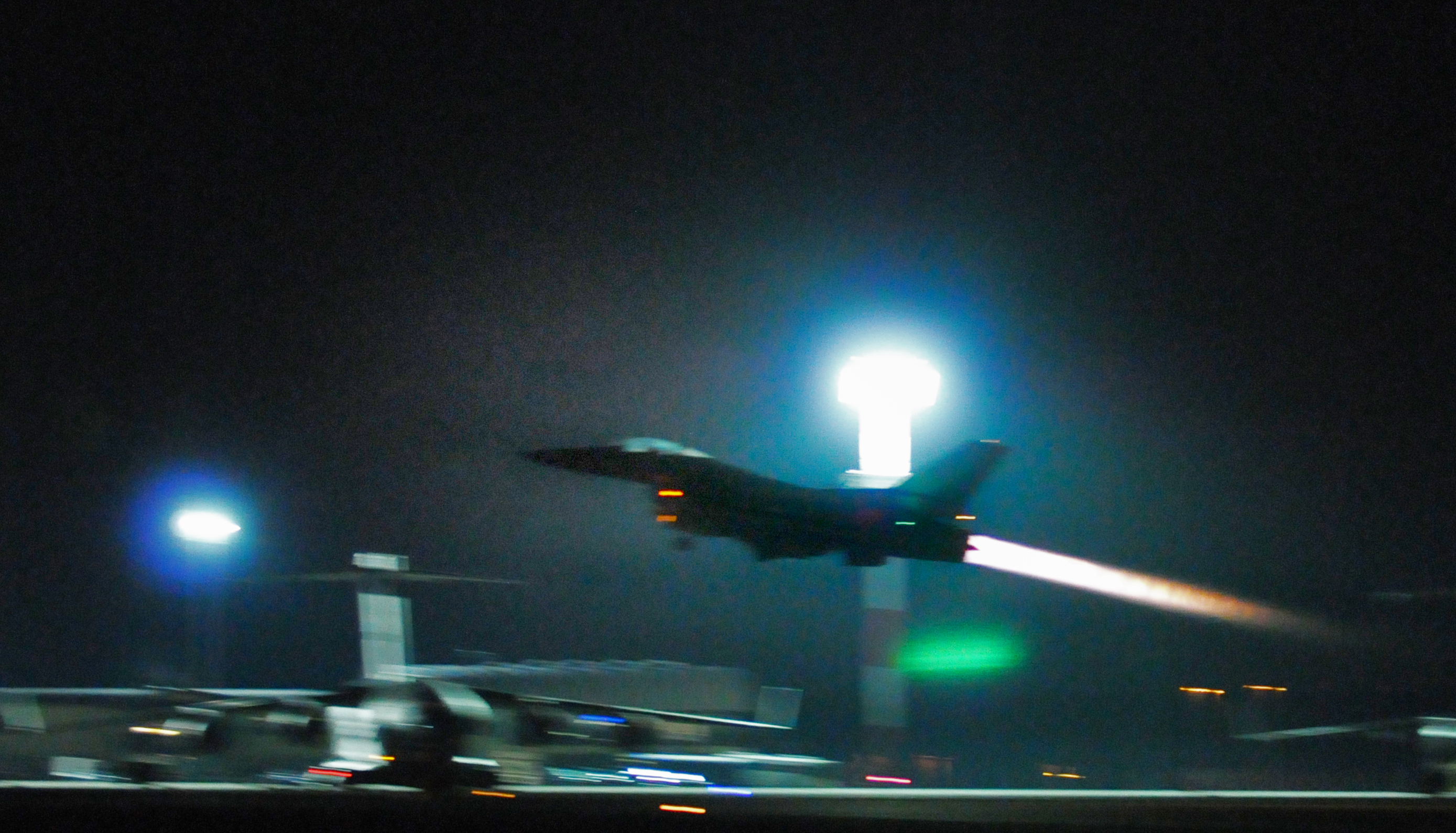
Decollo di un F-16 statunitense da una base in Germania

L'intervento francese fu seguito, qualche ora più tardi, dal lancio di 112 missili da crociera tipo "Tomahawk" da unità navali statunitensi (cacciatorpediniere lanciamissili Stout e Barry e sottomarini nucleari Providence, Scranton e Florida al comando dell'ammiraglio Samuel J. Locklear III, che può avvalersi anche delle navi d'assalto anfibio Kearsarge e Ponce e di 15 velivoli) e britanniche (sottomarino nucleare Triumph) nel Mediterraneo (nomi in codice: operazione Odyssey Dawn per quella USA e operazione Ellamy per quella del Regno Unito, ma anch'essa sotto egida USA) per colpire la difesa aerea ed altri obiettivi militari situati nell'ovest del Paese.

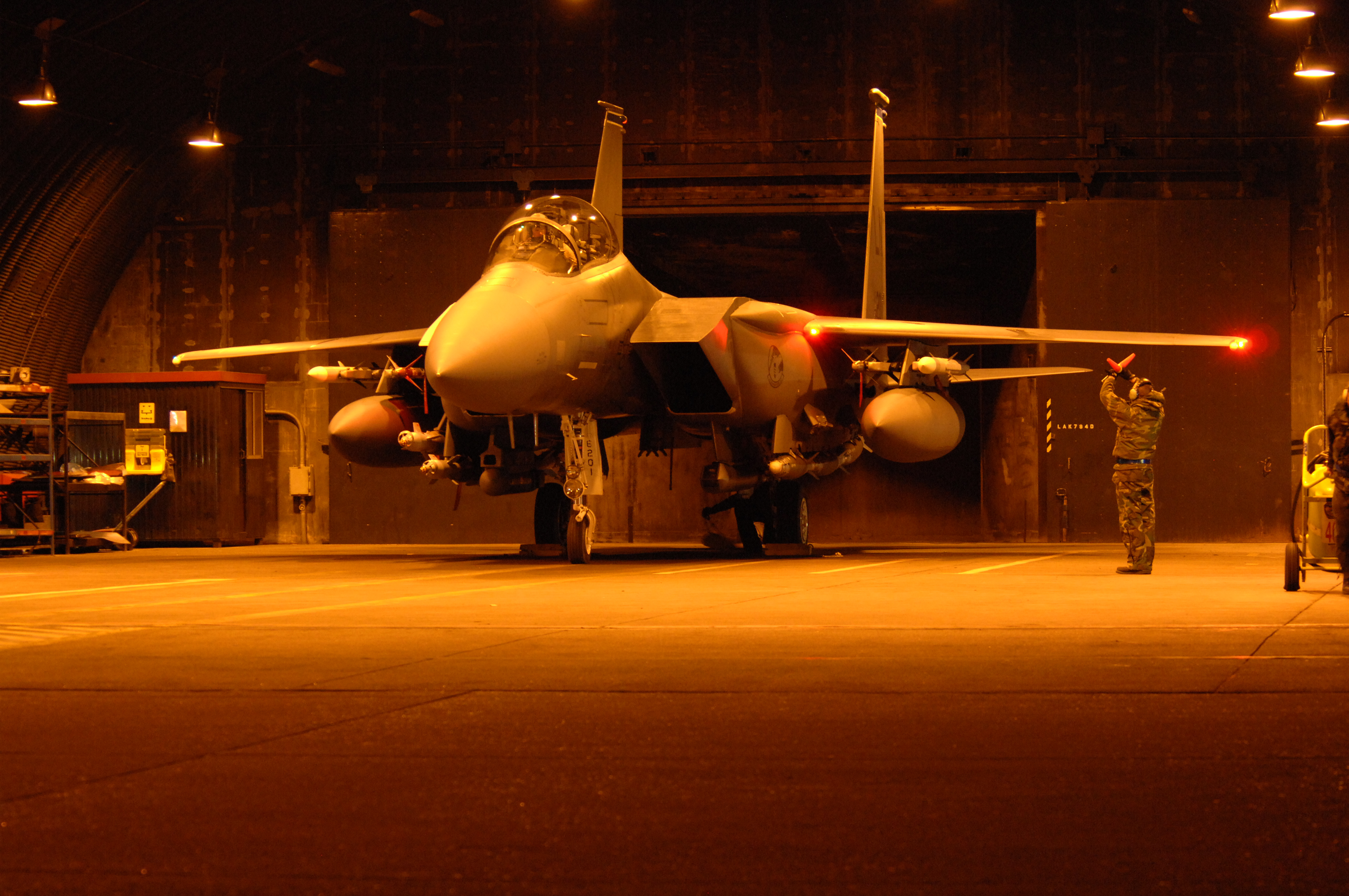
F-15E USAF pronto a partecipare all'operazione Odyssey Dawn

Nella stessa notte la RAF impiegò missili del tipo SCALP (Storm Shadow) contro obiettivi militari libici, lanciati da aerei Tornado GR4 decollati dalla base di Norfolk. Il supporto è stato fornito da un Boeing E-3 Sentry con funzioni AWACS unitamente a due aerei da rifornimento: un TriStar e un Vickers VC10. Il comando supremo dell'operazione Ellamy è stato affidato all'Air Marshal Stuart Peach, mentre il controllo delle forze aeree è andato all'Air Vice-Marshal Greg Bagwell e quello delle forze di mare al contrammiraglio Ian Corder (le fregate Westminster e Cumberland infatti sono state messe in allerta per ogni necessità).
Allo scoppio delle ostilità l'Italia mobilitò e rischierò 200 uomini dell'aviazione e 1000 marinai. Il governo italiano fornì alla coalizione internazionale impegnata nelle incursioni l'appoggio logistico e strategico di sette basi aeree sul proprio territorio. Il centro di comando e coordinamento delle operazioni alleate fu stabilito nell'aeroporto di Capodichino. Nell'aeroporto militare di Trapani Birgi, sede degli F-16 ADF del 37º Stormo dell'Aeronautica Militare ove convergono i Tornado ECR del 50º Stormo di stanza a Piacenza (specializzati nella distruzione delle difese missilistiche e radar), i Tornado IDS del 6º Stormo di Ghedi (con capacità di attacco, ma utilizzati come aerocisterne per rifornire in volo gli altri Tornado) e i caccia intercettori Eurofighter del 4º Stormo di stanza a Grosseto. Venne impiegato anche l'aeroporto militare di Amendola, dove vennero armati i cacciabombardieri AMX e aeromobili a pilotaggio remoto Predator e la base di Gioia del Colle che ospitò gli Eurofighter; a queste, infine, si aggiungono la stazione aereo-navale di Sigonella, Aviano, Decimomannu e Pantelleria, la più prossima alla Libia.
All'appoggio aereo si aggiunse il dispositivo navale italiano, già da giorni pienamente operativo, presente con il cacciatorpediniere lanciamissili Andrea Doria, che incrociò nel Canale di Sicilia (dove navigano anche la nave ausiliaria Etna e il pattugliatore di squadra Borsini) con il compito di difesa aerea e antisommergibile, la portaerei Garibaldi e la fregata missilistica Euro.

### Secondo giorno: 20 marzo

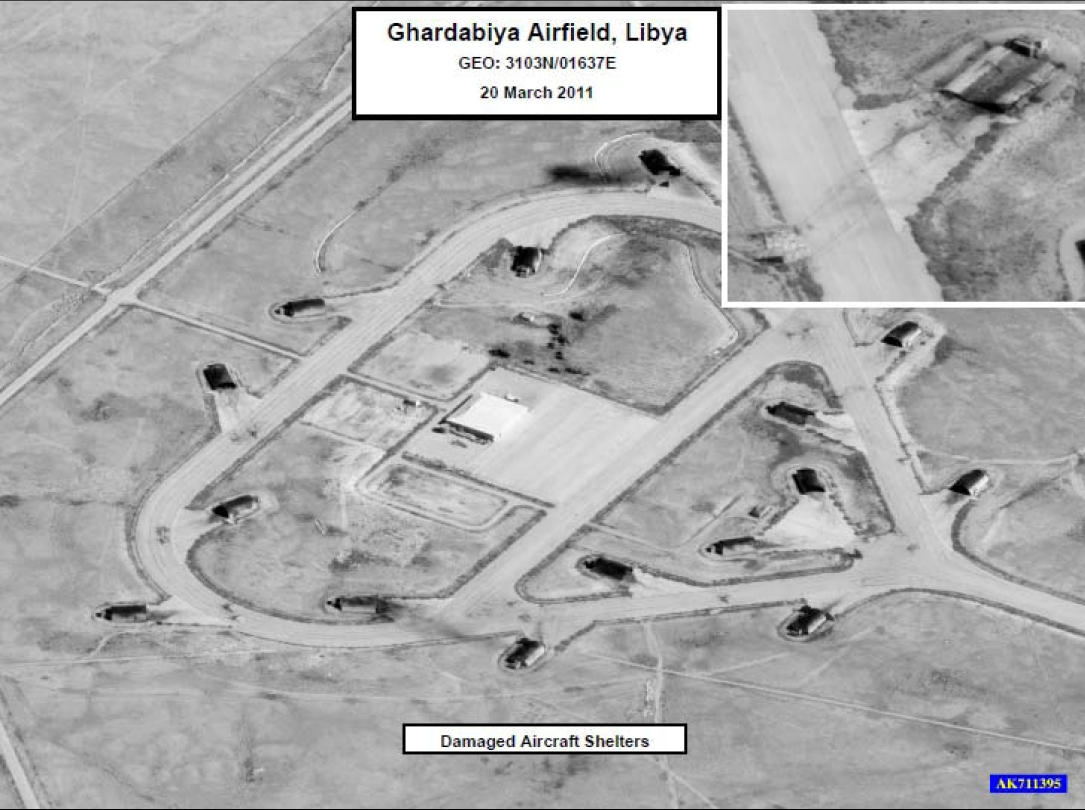
Hangar dell'aeroporto della Base aerea di Ghardabiya colpiti durante l'operazione Odyssey Dawn, 20 marzo

Nelle prime ore del 20 marzo l'USAF continuò i bombardamenti sul territorio libico con tre bombardieri stealth B-2 Spirit decollati dalla Whiteman Air Force Base (Missouri), F-15E e F-16CJ, tutti al comando del maggior generale Margaret H. Woodward, capo delle forze aeree statunitensi impegnate nell'operazione Odyssey Dawn. Il successo dei bombardamenti portò il Joint Chiefs of Staff Mike Mullen a dichiarare che, dopo un giorno dall'inizio delle operazioni, le difese aeree e gli aeroporti libici erano stati messi quasi completamente fuori uso.
Lo stesso 20 marzo salpò dal porto di Tolone una piccola flotta francese (Task Force 473 al comando del contrammiraglio Philippe Coindreau) costituita dalla portaerei Charles de Gaulle, dalla nave-rifornimento Meuse e dalle fregate Aconit e Dupleix con destinazione le acque antistanti la Libia. Imbarcati in queste navi erano 26 aeromobili: 10 elicotteri, 8 caccia Rafale, 6 Super Étendard e 2 E-2C Hawkeye AWACS.
Nella notte tra il 20 e il 21 marzo s'alzarono in volo dalla USS Kearsarge gli AV-8B della 26th Marine Expeditionary Unit (MEU, colonnello Mark J. Desens) e dalle basi a terra i Boeing E/A-18G Growler per sferrare un nuovo attacco alle difese contraeree e alle forze terrestri di Gheddafi attorno ad Agedabia. 

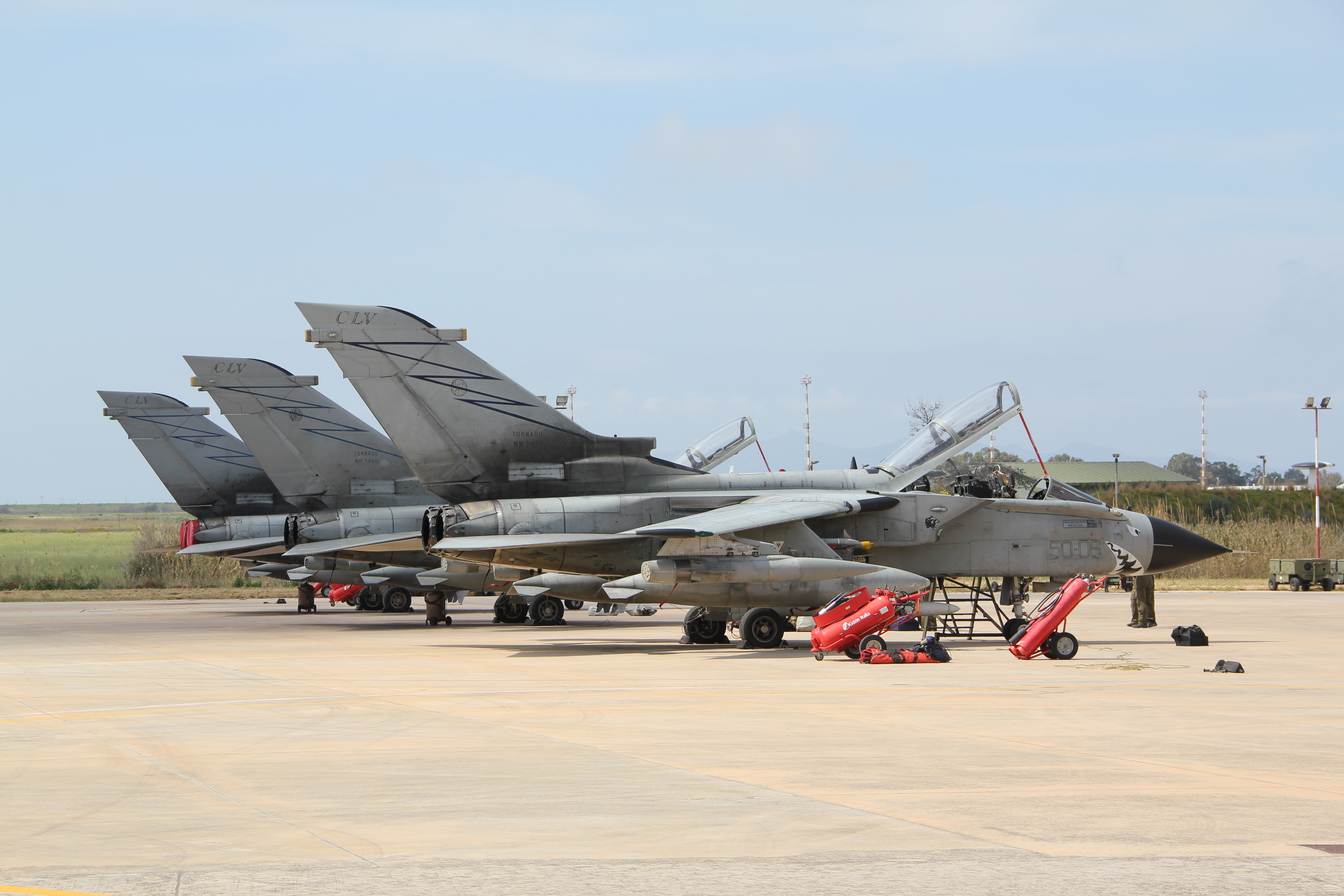
Tornado del 50º Stormo schierati a Trapani Birgi nel 2011 durante l'operazione Unified Protector

La Royal Navy britannica continuò il lancio di missili "Tomahawk" dal suo sottomarino schierato nella zona delle operazioni, mentre l'Italia prese parte per la prima volta al pattugliamento della zona d'interdizione al volo con quattro Tornado ECR assistiti da due Tornado AAR (Air-to-Air Refuelling, rifornimento in volo) partiti alle 20:00 dall'aeroporto di Trapani Birgi che tuttavia non spararono missili, dovendo attaccare infatti solo se fossero stati rilevati radar accesi delle forze lealiste..

### Terzo giorno: 21 marzo

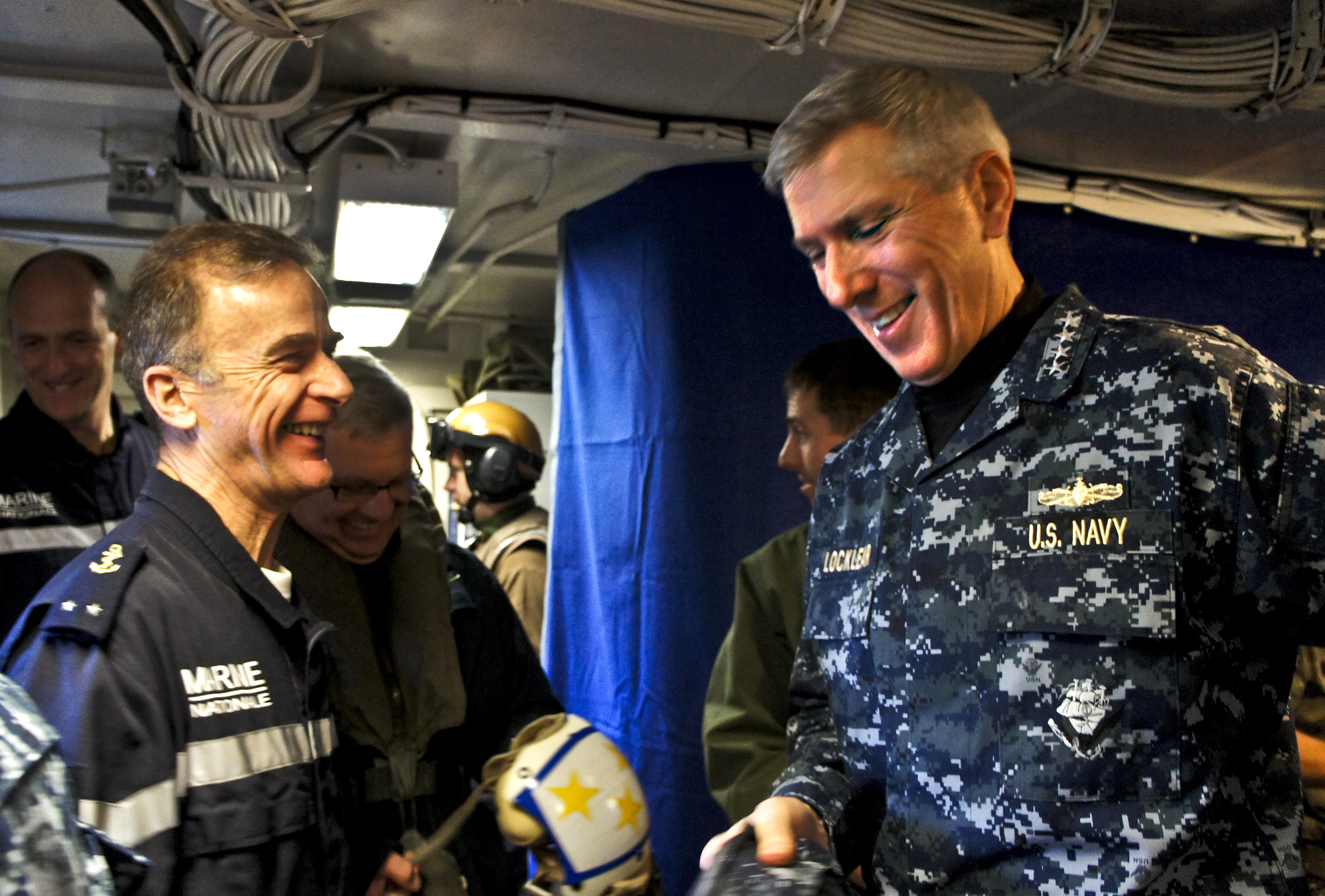
Il comandante dell'operazione Odyssey Dawn, Samuel Locklear III (a destra) a colloquio con il comandante della Task Force 473 francese Philippe Coindreau sulla Charles de Gaulle

I Tornado ECR italiani sorvolarono nuovamente, con esito finale positivo, lo spazio aereo libico facendo da deterrente contro i radar di Gheddafi, pronti a colpirli se fossero entrati in funzione. Entrarono per la prima volta nello spazio aereo libico gli F/A-18 Hornet spagnoli e sono proseguiti i voli degli aerei francesi, danesi e britannici; questi ultimi impiegarono per la prima volta in assoluto su cieli nemici i caccia Eurofighter Typhoon arrivati il giorno prima a Gioia del Colle, contemporaneamente ad una nuova sortita dei Tornado GR4 partiti dall'Inghilterra per prevenire attacchi di Gheddafi contro la popolazione civile, e atterrati anch'essi a Gioia del Colle (tutto col sostegno costante di aerei AWACS e da rifornimento). La Task Force canadese "Libeccio" partecipò per la prima volta al controllo dello spazio aereo libico nella mattinata, senza sparare colpi, con quattro caccia CF-18 appoggiati da due aerocisterne CC-150 Polaris. Anche il Belgio iniziò attivamente la partecipazione alle operazioni inviando quattro F-16 nell'aeroporto di Araxos (Acaia), di cui uno venne fatto decollare per verificare il rispetto del divieto di sorvolo, anche se non era stato necessario aprire il fuoco.
Verso le 17:30 EDT un F-15E Strike Eagle USAF precipitò nel nord-est della Libia in seguito a problemi tecnici, ma entrambi i piloti furono tratti in salvo: uno dai ribelli, l'altro dai Marine che lo portarono sulla nave Kearsarge circa 90 minuti dopo l'incidente, impiegando due CH-53E Super Stallion, due MV-22 Osprey, e due AV-8B Harrier, questi ultimi col compito di distruggere il relitto per impedire che altri si potessero impadronire delle tecnologie di bordo.
Le imbarcazioni militari britanniche non intrapresero azioni belliche, ma rimasero nella zona delle operazioni pronte a qualsiasi evenienza.

### Quarto giorno: 22 marzo
L'attività francese, così come quella italiana, del 22 marzo fu caratterizzata da ricognizioni armate (sono decollati anche aerei dalla portaerei Charles de Gaulle) e dal potenziamento logistico per le basi di Istres, Saint-Dizier, Avord e specialmente Solenzara (Corsica del Sud). Sempre il 22 marzo, in un bombardamento aereo nei pressi di Tripoli, venne ucciso il generale Jubran Husayn al-Warfali, comandante delle milizie lealiste nella seconda controffensiva in Cirenaica che, giunto alle porte di Bengasi, veniva richiamato in difesa della capitale libica dopo l'intervento militare NATO su mandato ONU. Gli aerei Nato bombardarono un impianto di costruzione di tubi a Brega uccidendo sei guardie della sicurezza. La Nato sostenne che l'impianto era utilizzato a scopi militari e che dei missili delle truppe pro-Gheddafi furono lanciati dal posto. L'attacco all'infrastruttura idrica avvenne nonostante che già dal 3 aprile 2011 la Libia aveva avvisato la Nato che i bombardamenti avrebbero potuto causare un "disastro umanitario ed ambientale" se fosse stato danneggiato il Grande fiume artificiale. Il bombardamento costituì una violazione dei diritti umani.

### 23-24 marzo, l'entrata in scena della NATO
Il 23 marzo la NATO cominciò, secondo quanto deciso il 22 marzo e come ordinato dall'ammiraglio James Stavridis, a pattugliare le acque internazionali antistanti la Libia per rendere effettivo l'embargo di armi verso il Paese nordafricano. I velivoli e le navi vennero dispiegati con la facoltà di fermare e perquisire tutte le imbarcazioni sospette, ma senza mandato per entrare nelle acque territoriali libiche. Le unità navali messe in campo, prese dalle forze SNMG1, SNMG2, SNMCMG1 e SNMCMG2, erano più di 25, affiancate da una cinquantina tra aerei ed elicotteri, il tutto sottoposto al comando del Ammiraglio di Squadra Rinaldo Veri dell'Allied Maritime Command Naples. All'operazione, a cui partecipano Belgio, Canada, Danimarca, Grecia, Italia, Spagna, Paesi Bassi, Turchia, Regno Unito e Stati Uniti, fu dato il nome di Unified Protector.

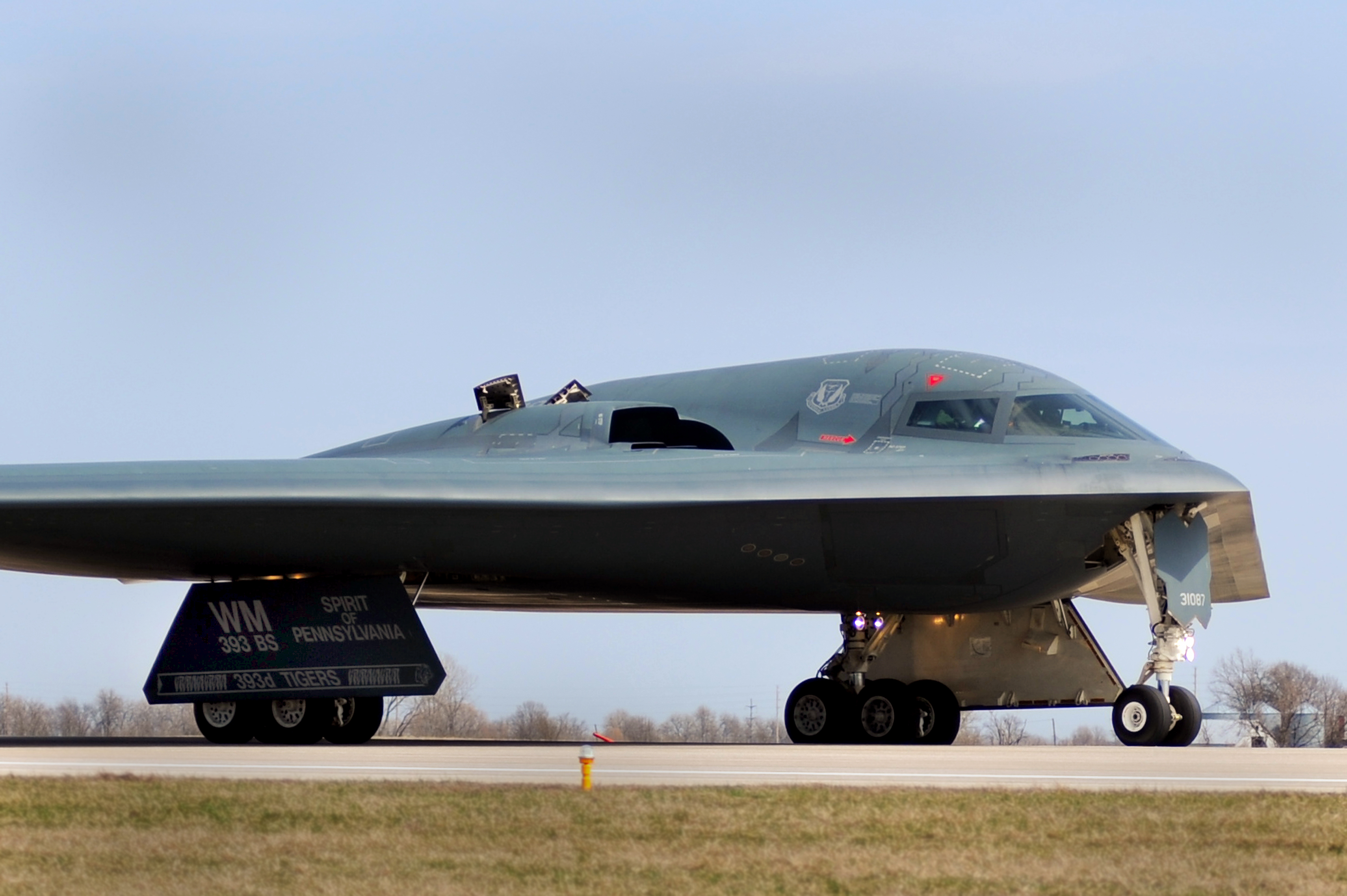
Un B-2 Spirit statunitense

La Francia il 23 marzo proseguì coi voli di ricognizione appoggiati da aerocisterne e aerei AWACS; lo stesso può dirsi per l'Aeronautica Militare italiana; quattro CF-18 canadesi distrussero con delle bombe a guida laser un deposito di armi a Misurata, dove in tarda sera rimanevano solo pochi uomini fedeli a Gheddafi.
La notte tra il 23 e il 24 marzo l'aeronautica militare e l'aviazione navale francese cessarono d'operare esclusivamente sui cieli di Bengasi: una dozzina di velivoli tra Mirage 200D e Rafale bombardarono infatti la base aerea di Giofra (a metà strada tra Hon e Ueddan) appartenente alle forze di Gheddafi, situato a circa 250 km a sud delle coste libiche. Nel corso di una delle cinque missioni iniziate nel corso della giornata, una pattuglia di Rafale individuò un aereo che stava violando la no-fly zone e lo distrusse non appena questo fu atterrato a Misurata. Il 24 marzo l'aeronautica militare norvegese spostò i suoi F-16 sotto comando statunitense, che li inviò in volo di pattuglia dalla baia di Suda.
L'aeronautica militare canadese fece arrivare a Sigonella due CP-140 Aurora per implementare la sorveglianza marittima a guida NATO, inoltre potenziò l'apparato AWACS della NATO facendo affluire uomini dalla Germania e distrusse una postazione delle forze pro-Gheddafi vicino a Misurata. Dopo il tramonto la RAF lanciò alcuni missili anticarro Brimstone contro i veicoli corazzati di Gheddafi che minacciavano Agedabia imitata dall'Armée de l'Air che colpì postazioni di artiglieria.
Un fatto importante verificatosi nel corso della giornata del 24 marzo fu il perfezionamento dell'operazione Unified Protector cominciata ufficialmente questo giorno: l'ammiraglio James Stavridis, a capo del Supreme Headquarters Allied Powers Europe, designò il tenente generale dell'aeronautica militare canadese Charles Bouchard comandante dell'operazione.

### L'operazioneUnified Protector
Alla coalizione s'unì il 25 marzo un altro paese, il Qatar, che mise a disposizione sei Mirage 2000-5 e due C-17A, subito passati a pattugliare i cieli libici in un'operazione congiunta coi caccia francesi. Un raid aereo delle forze della coalizione venne effettuato contro le postazioni delle brigate di Muammar Gheddafi poste a difesa della porta occidentale di Agedabia, recentemente strappata ai rivoltosi. Nella città di Tripoli la zona della residenza-bunker del dittatore fu di nuovo oggetto dei bombardamenti, mentre anche a Sirte si registrarono siti colpiti. L'aeronautica norvegese bombardò un aeroporto nelle prime ore notturne della giornata.

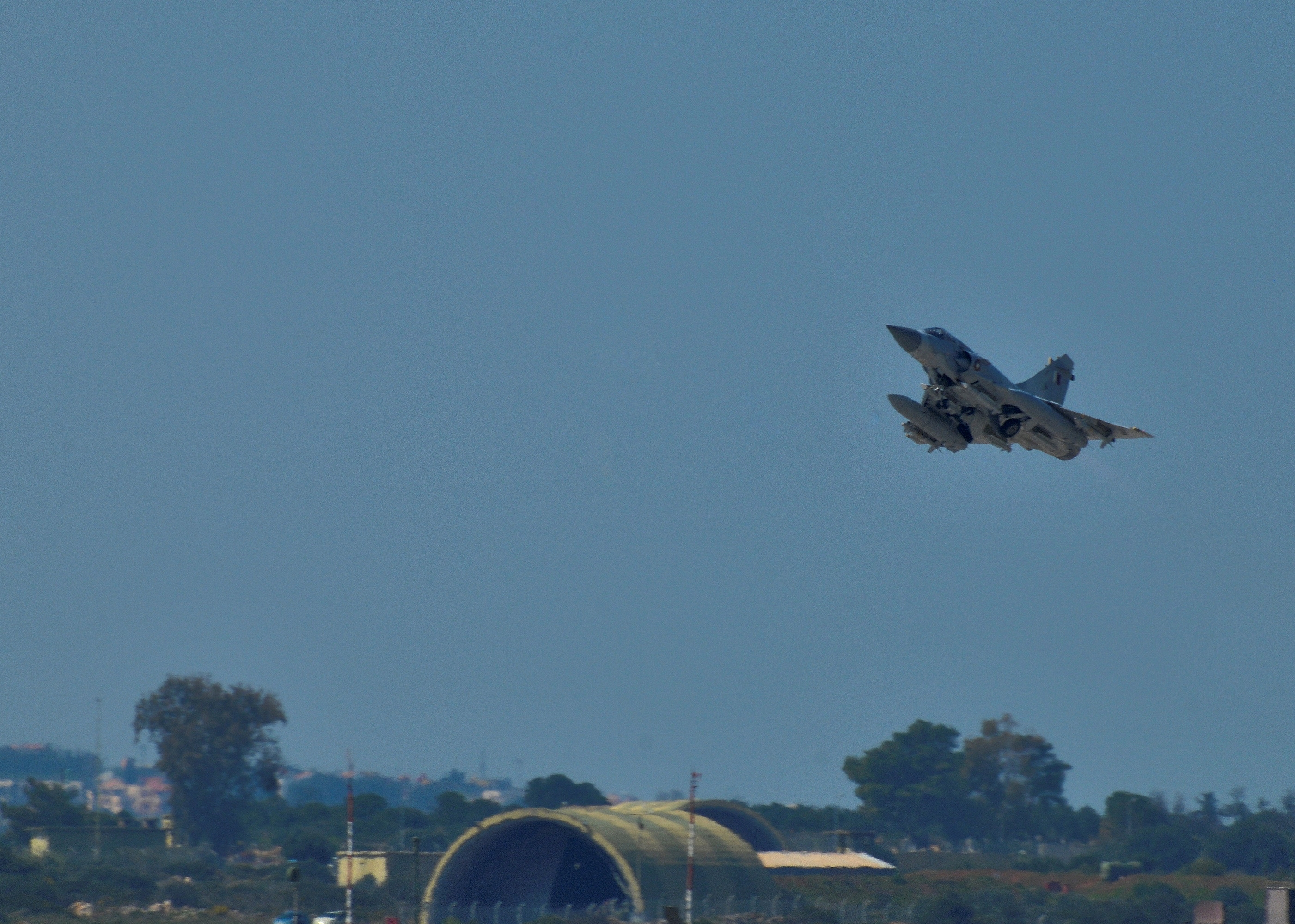
Un Mirage 2000-5 della Qatar Emiri Air Force decolla dalla baia di Suda il 25 marzo

Lo stesso 25 marzo l'operazione Unified Protector allargò i suoi scopi impiegando i propri mezzi aerei per imporre il rispetto del divieto di sorvolo in Libia, impostando il centro di comando aereo a Smirne (Turchia) e il comando tattico a Poggio Renatico. Il quartier generale di Unified Protector restò comunque sempre nella base di Napoli.
Nella notte del 26 marzo proseguirono gli attacchi della coalizione. Tre ordigni colpirono la periferia est di Tripoli, distruggendo una caserma militare, dove divampò un incendio ed venne abbattuta una postazione radar. Bombardamenti furono effettuati inoltre su Zliten, città 160 km a est di Tripoli e a 50 km a ovest di Misurata, e l'aeronautica francese distrusse al suolo cinque Soko G-2 Galeb e due Mil Mi-35 vicino a Misurata. Nello stesso giorno, sul fronte terrestre, gli insorti riuscirono a riprendere il controllo del centro strategico di Agedabia.

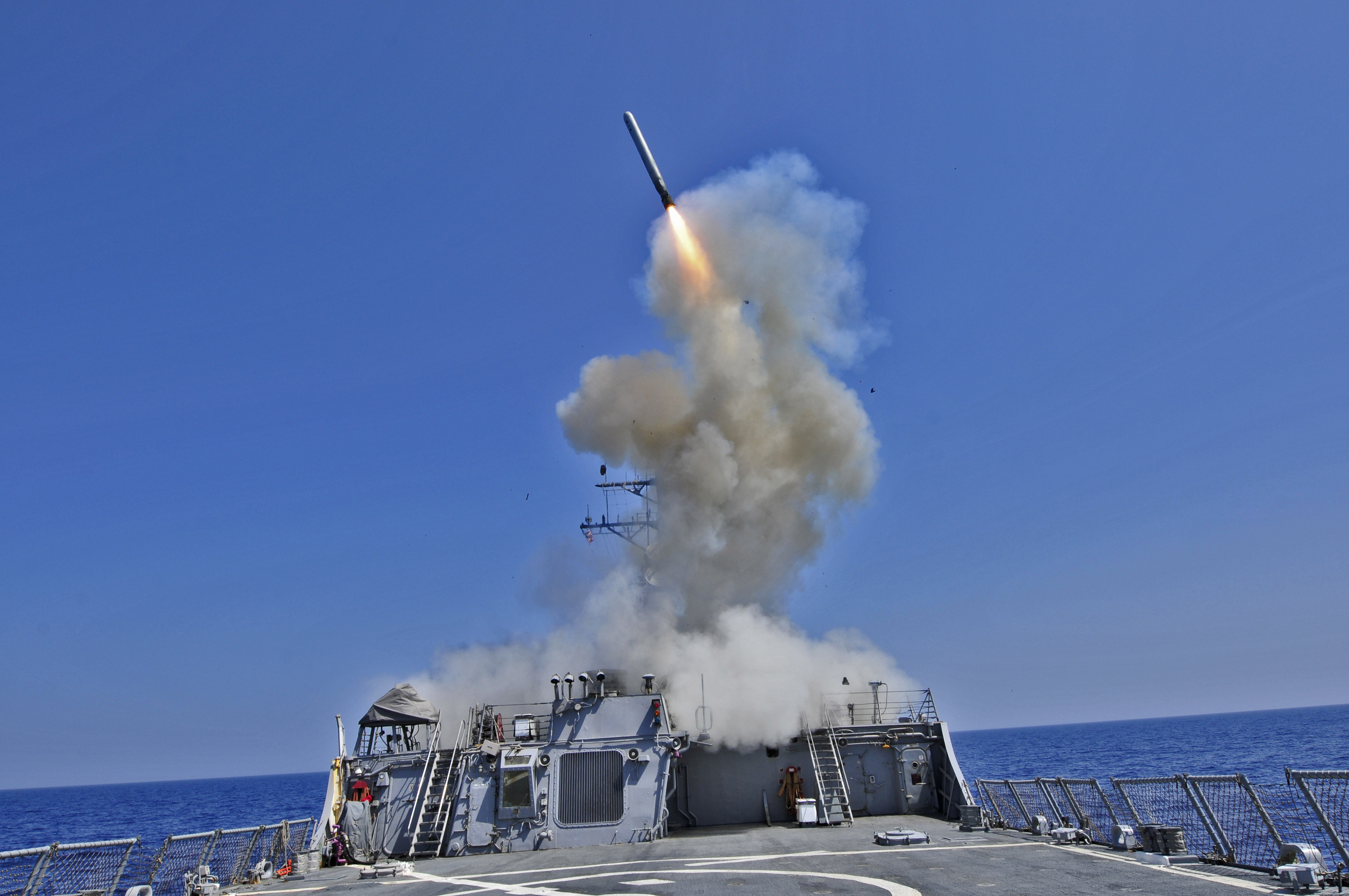
Lancio di un Tomahawk dalla USS Barry

L'aeronautica francese confermò la sua intenzione di colpire le zone attorno Misurata e Zliten conducendo raid contro veicoli blindati e depositi di armi il 27 marzo; l'aeronautica danese invece bersagliò dei semoventi d'artiglieria a sud di Tripoli. Il giorno successivo, 28 marzo, la RAF continuò a colpire blindati vicino a Misurata e depositi di munizioni attorno a Sebha. Ancora il 28 marzo una piccola squadra di navi libiche, guidata dal pattugliatore Vittoria affiancato da 2 battelli minori venne affrontata vicino a Misurata da forze statunitensi; un pattugliatore P-3 Orion, colpì il Vittoria con missili AGM-65F Maverick danneggiandolo gravemente; l'azione fu proseguita da un aereo A-10 Thunderbolt II che colpì i due battelli col cannone distruggendone uno e danneggiando gravemente l'altro; nell'area era presente il cacciatorpediniere lanciamissili Barry.
Il 29 marzo la zona di Bab el-Azizia, dove si trovava il bunker di Gheddafi, era ancora sotto il fuoco degli aerei della coalizione. Due forti esplosioni colpirono la residenza del dittatore, mentre a Tajura, nella periferia est della città, diversi altri obiettivi furono oggetto di attacchi.
Il 31 marzo, alle ore 6:00 GMT, e come deciso tre giorni prima, la NATO prese il comando di tutte le attività militari dei paesi aderenti alla risoluzione 1973 del Consiglio di sicurezza ONU racchiudendo in un unico comando le operazioni connesse al rispetto della zona d'interdizione al volo, all'embargo navale di armi e alla protezioni dei civili libici. Le missioni aeree, così come i lanci di missili Tomahawk, della NATO andarono continuando con attacchi a siti militari, antiaerei e alle forze di terra pro-Gheddafi, con particolare impegno dell'aeronautica francese, e britannica. In soli due giorni, fino al 2 aprile, le forze NATO condussero 178 operazioni aeree in Libia e 74 attacchi aerei, potendo contare su una forza che vantavano complessivamente 205 aerei e 21 navi, messi a disposizione da 14 paesi membri dell'alleanza. Il 1º aprile si registrarono tuttavia episodi di fuoco amico per mano degli aerei NATO nei confronti dei ribelli, che ebbero morti e feriti.
Nella sera del 4 aprile, dopo attacchi condotti a Sirte e Brega, tutti gli aerei statunitensi vennero esonerati dal servizio attivo e inseriti nella riserva, da impiegarsi solo se lo avesse richiesto la NATO. Furonoimpiegati dei droni USA dal 24 aprile a Tripoli.
Il 9 aprile si registrò la prima violazione della zona d'interdizione al volo da quando la NATO aveva assunto il comando delle operazioni: un MiG-23 ribelle s'alzò in volo da un aeroporto vicino a Bengasi ma fu costretto da aerei NATO ad atterrare nell'aeroporto di Benina.
Tra l'8 e il 10 aprile 17 blindati dell'esercito di Gheddafi vennero abbattuti a Brega e Misurata dalle forze aeronavali occidentali, mentre sempre a Misurata, ad Ajdabiya e a Bengasi continuarono i combattimenti tra i ribelli e le milizie governative.
Il 12 maggio alcuni barchini posamine veloci di Muʿammar Gheddafi e una batteria costiera di lanciarazzi attaccarono alcune navi NATO che avevano bloccato l'accesso al porto di Misurata da parte dei gommoni governativi. Il cacciatorpediniere britannico HMS Liverpool (classe Type 42) aperse il fuoco col cannone costringendo i barchini a ritirarsi e ridusse al silenzio i lanciarazzi.
A fine maggio 8 navi di Gheddafi furono distrutte dalla NATO nel corso di un raid aereo notturno nel porto di Tripoli. Le operazioni della NATO portarono alla conquista di Tripoli, Sirte e di quasi tutta la Libia.
Il 20 ottobre 2011 Gheddafi venne ucciso dai ribelli mentre si nascondeva; ciò comportò la definitiva liberazione della Libia, e a fine ottobre le forze della NATO si ritirarono.

### La partecipazione italiana alle operazioni belliche
Il 28 aprile vi fu il primo coinvolgimento dei cacciabombardieri italiani, in operazioni di attacco al suolo, nei confronti di obbiettivi militari libici. L'operazione venne condotta da una coppia di Tornado IDS del 6º Stormo di Ghedi, decollati dalla base aerea di Trapani-Birgi, nella zona della città di Misurata.
Analoghe operazioni di attacco al suolo, eseguite sempre da una coppia di Tornado IDS, sono state effettuate il 29 aprile, e in tutti gli altri giorni a seguire dell'operazione militare.
A queste operazioni, durante il prosieguo del conflitto, presero parte anche 8 cacciabombardieri AV8 Harrier II Plus della portaerei Giuseppe Garibaldi, ed un'aliquota imprecisata di cacciabombardieri AMX Ghibli.

## Le basi militari usate dalla coalizione

Mappa delle basi militari impiegate durante l'intervento militare

Di seguito un elenco delle basi militari appoggianti:
- Canada: Trapani[101]
- Danimarca: Sigonella
- Francia: Saint-Dizier-Robinson (Rafale), Nancy-Ochey (Mirage 2000D), Dijon-Longvic (Mirage 2000-5), Reims-Champagne (Mirage F1CR), Istres-Le Tubé (C-135FR), Metz-Frescaty (C-160G), Solenzara e baia di Suda (in Grecia)[102]
- Italia: Trapani[103], Sigonella, Gioia del Colle, Capodichino[104], Decimomannu, Aviano, Pantelleria[105]
- Norvegia: baia di Suda[106]
- Qatar: baia di Suda[107]
- Regno Unito: Marham, Akrotiri, Waddington, Gioia del Colle[108]
- Spagna: Torrejon[109], Rota
- Stati Uniti: Aviano, Rota e Morón de la Frontera[110]

## Forze in campo
- Belgio: sei caccia multiruolo F-16 Falcon della Componente aerea dell'armata belga basati ad Araxos, Grecia, volati per la prima volta il 21 marzo.[57] La marina schierò il cacciamine Narcis per controllare, dal 23 marzo, l'embargo navale di armi. Il Narcis venne rilevato in agosto dal cacciamine Lobelia.[112]
- Bulgaria: la fregata Drazki della marina militare bulgara raggiunse le coste libiche, per rafforzare il blocco navale NATO, insieme ad un team sanitario e ad aiuti umanitari il 2 maggio 2011. Il programma era di monitorare la zona per un mese e poi far ritorno in Bulgaria.[113]
- Canada: il Canadian Forces Air Command schierò sette cacciabombardieri CF-18, due aerocisterne CC-150 Polaris, due C-130J da trasporto, due CC-177 e due pattugliatori marittimi CP-140 Aurora. In totale sono circa 490 i militari coinvolti nell'operazione, compresi quelli imbarcati sulle fregate Charlottetown e Vancouver.[7][78] Notizie riportarono che uomini della Joint Task Force 2 avrebbero cooperato in Libia con forze britanniche SAS e SBS.[114]
- Danimarca: l'aeronautica militare danese partecipò con sei caccia F-16 e un C-130J-30 Super Hercules. Solo quattro caccia furono usati per azioni offensive, mentre gli altri due fungevao da riserva.[115][116] Il primo bombardamento danese avvenne il 23 marzo nell'ambito dell'operazione Odyssey Dawn, primo di una serie di attacchi che hanno portato la Danimarca a colpire il 17% degli obiettivi colpiti in Libia, facendo della propria aeronautica, insieme a quella norvegese, la più efficiente per quanto riguarda il rapporto voli effettuati/obiettivi colpiti.[117]
- Emirati Arabi Uniti: il 24 marzo la United Arab Emirates Air Force inviò sei F-16 Falcon e sei Mirage 2000 che facevano base a Decimomannu, Sardegna[118][119] o Trapani, Sicilia.
- Francia: L'Armée de l'air, che effettuò il 35% dei bombardamenti, dispiegò 19 Rafale, 18 tra Mirage 2000D e Mirage 2000-5F, 6 Mirage F1, 6 Super Étendard, 2 E-2C Hawkeye, 2 C-2 Greyhound, 2 elicotteri Tiger, 16 elicotteri Gazelle, 6 aerocisterne C-135FR e 1 AWACS E-3F, tutti operanti principalmente dalla métropole (3 Mirage 2000-5 e 6 Mirage 2000D erano di stanza nella baia di Suda); in aggiunta vi era 1 C-160G in configurazione SIGINT anch'esso basato a Suda.
La Marine nationale inviò dapprima le fregate Forbin e Jean Bart, dal 22 marzo s'unì la "Task Force 374" composta dal gruppo aeronavale della Charles de Gaulle (10 Rafale M, 6 Super Étendard e 2 E-2C), dalle fregate Dupleix e Aconit, dal sottomarino nucleare Améthyste e dalla nave ausiliaria Meuse.[102] Per assistere i propri elicotteri la Francia dispiegò la nave d'assalto anfibia Tonnerre[120] e Mistral.
L'Armée de terre partecipò con degli elicotteri che operarono dalle due navi della classe Mistral, il Groupe Aéromobile (GAM) dispiegò, da maggio 2011, 14 elicotteri da combattimento: 2 Tiger, 8 Gazelle Viviane/Hot, 2 Gazelle Canon e 2 Gazelle Mistral, i cui raid ebbero effetti particolarmente devastanti e che si rivelarono decisivi per la vittoria.
- Giordania: operarono dal 5 aprile sei caccia dell'aeronautica militare, che divenne così la terza potenza araba, dopo Qatar ed Emirati Arabi, ad unirsi all'operazione Unified Protector. Gli aerei, di cui non era stato reso noto il tipo, non vennero usati in combattimento, servendo unicamente come scorta agli aerei giordani trasportanti aiuti ai ribelli della Cirenaica.[121]
- Grecia: la fregata Limnos della marina militare greca navigò nelle acque antistanti la Libia come parte dell'operazione Unified Protector.[122] La Polemikí Aeroporía, l'aeronautica militare, fornì elicotteri Super Puma e un aereo AWACS Embraer 145.[123][124]
- Italia: l'Italia partecipò all'attacco con 16 velivoli: cacciabombardieri Tornado ECR dell'Aeronautica Militare, impiegati per svolgere missioni SEAD, Tornado IDS ed Amx ACOL, supportati da due aerei cisterna (un KC-130J ed un KC-767), più un G.222VS da guerra elettronica, con la scorta di 8 caccia intercettori F-16, questi ultimi rilevati il 28 marzo da altrettanti Eurofighter Typhoon.[125][126][127] Il 26 marzo la Marina Militare fornì all'operazione Unified Protector la portaerei leggera Giuseppe Garibaldi (con otto caccia Harrier a decollo verticale, anch'essi messi a disposizione della NATO per lo svolgimento dell'operazione militare in Libia), che fu nave comando dal 25 marzo al 26 luglio il rifornitore di squadra Etna[128] impiegata dal 25 marzo al 1º giugno e la nave da sbarco San Giusto che svolse il ruolo di nave comando dal 27 luglio al 31 ottobre. Le altre navi della Marina Militare impiegate nell'operazione furono:
  - la nave da sbarco San Giorgio dal 22 febbraio all'8 marzo
  - il cacciatorpediniere Mimbelli dal 22 febbraio al 1* marzo
  - la nave da sbarco San Giorgio dal 22 febbraio al 7 aprile
  - il pattugliatore Libra dal 5 al 9 marzo e dal 16 al 22 marzo
  - il pattugliatore Bettica dal 5 al 9 marzo e dal 28 marzo al 10 maggio
  - il cacciatorpediniere Andrea Doria dal 7 marzo al 1º aprile
  - la fregata Euro dal 16 al 23 marzo e dal 25 maggio al 30 luglio
  - la fregata Libeccio dal 25 marzo al 25 maggio
  - il rifornitore di squadra Vesuvio dal 22 febbraio al 1º luglio
  - il pattugliatore Borsini dal 9 al 31 maggio

Nel corso delle operazioni furono impiegate dai Tornado e dagli AMX dell'Aeronautica e dagli Harrier della Marina Militare 313 GBU a guida laser e 345 JDAM a guida GPS sia da 227 che da 454 chili (costo medio di 40 000 euro/ordigno) oltre a 25 missili da crociera Storm Shadow (SCALP) (1 mln/ordigno), su obiettivi fissi (depositi, postazioni d'artiglieria, centri di comando e controllo, radar) dislocati tra Brega, Sirte, Misurata, Tripoli e Sebha. Il costo totale della missione italiana in Libia, comprensiva anche degli oneri sostenuti per le attività di accoglienza, gestione e rimpatrio dei profughi e degli emigranti, fu pari a 700 milioni di euro in tre mesi di operazioni: queste risorse provenivano dai fondi ordinari destinati al Ministero della Difesa.
L'Italia condusse, dal 28 aprile 2011, 1 900 missioni (di cui 310 per attacchi al suolo contro obiettivi predeterminati, 146 di neutralizzazione delle difese aeree nemiche) per un totale di 7 300 ore di volo, l'utilizzo di Eurofighter, Tornado, AMX, Predator, KC-130 e KC-767 in missioni di ricognizione, pattugliamento, difesa aerea, rifornimento in volo, di neutralizzazione di obiettivi militari e la messa a disposizione di 7 basi aeree.
- NATO: E-3 Sentry AWACS pilotati da membri delle nazioni aderenti alla missione.[136]
- Norvegia: l'aeronautica militare norvegese inviò sei F-16 nella base aerea della Baia di Suda, a Creta, per concorrere ad assicurare il rispetto della zona d'interdizione al volo.[137][138] Il 24 marzo gli F-16 norvegesi passarono all'Africa Command che li impiegò nei cieli libici.[139]
- Paesi Bassi: l'aeronautica militare olandese aveva in programma di mobilitare sei caccia F-16 (quattro operativi e due di riserva) e un'aerocisterna KDC-10.[140] La decisione finale era in discussione in parlamento.[141] La Koninklijke Marine invece dispiegò il cacciamine Haarlem per rafforzare l'embargo di armi alla Libia.[142]
- Qatar: la Qatar Emiri Air Force contribuì con sei Mirage 2000-5EDA e un C-17 da trasporto accasati nella Baia di Suda.[82][143]
- Regno Unito: l'impegno della Royal Navy consisté nell'invio di 2 sottomarini lanciamissili a propulsione nucleare classe Trafalgar: HMS Triumph (S93) e HMS Turbulent (S87), e due fregate, la HMS Westminster (F237) e HMS Cumberland (F85), il cacciatoripediniere HMS Liverpool (D92) e il cacciamine HMS Brocklesby (M33).[144] la Royal Air Force fornì 8 Tornado e 10 Typhoon che inizialmente operarono dalle loro basi in Gran Bretagna per essere successivamente rischierati a Gioia del Colle, mentre aerocisterne TriStar e VC10 unitamente ad aerei da sorveglianza Sentinel R1 e Nimrod R1 operavano dalla base RAF ad Akrotiri, Cipro.[145] Secondo fonti anonime, in Libia avrebbero operato uomini SAS, SRR e SBS per il coordinamento degli attacchi aerei sul suolo libico.[146][147]
- Romania: la marina rumena partecipò al blocco navale con la fregata Regele Ferdinand.[148]
- Spagna: le forze armate spagnole parteciparono con quattro cacciabombardieri F-18, un'aerocisterna Boeing 707-331B (KC), la fregata Méndez Núñez, il sottomarino Tramontana ed un aereo CN-235 MPA per la sorveglianza marittima.[149]
- Svezia: l'aeronautica militare svedese mise a disposizione otto caccia multiruolo Saab JAS 39 Gripen, un C-130 Hercules per il rifornimento in volo e un aereo da ricognizione.[150] I caccia, che entrarono in azione il 2 aprile, si limitarono a sorvegliare la zona d'interdizione al volo, non avendo il permesso di condurre attacchi al suolo.[151]
- Turchia: la marina militare turca partecipa al blocco navale per l'embargo sulle armi guidato dalla NATO con cinque navi e un sottomarino. Concesse inoltre sei F-16 Fighting Falcon per le operazioni aeree.[152] Il 24 marzo, il parlamento approvò la partecipazione turca alle missione militare in Libia, inclusa la sorveglianza della zona di interdizione al volo.[153]
- Stati Uniti: la marina dispiegò una forza navale di 11 navi che includevano la nave da assalto anfibio Kearsarge, la nave da sbarco Ponce, i cacciatorpediniere lanciamissili Barry e Stout, i sottomarini nucleari d'attacco Providence e Scranton, il sottomarino lanciamissili da crociera Florida e la nave comando anfibia Mount Whitney.[154][155][156] Inoltre presero parte alle azioni sulla Libia bombardieri stealth B-2, aerei da attacco al suolo AV-8B Harrier II e EA-18, caccia F-15 e F-16[157] nonché aerei da ricongnizione U-2 stazionati a Cipro.[158] Il 18 marzo, giunsero alla base RAF Mildenhall due AC-130U così come un'ulteriore aerocisterna. Dal 24 marzo due E-8C operarono dalla NAS Rota, indice dell'aumento di attacchi al suolo. Dal 24 aprile vennero impiegati due UAV RQ-1 Predator.